# 豐後竹田站

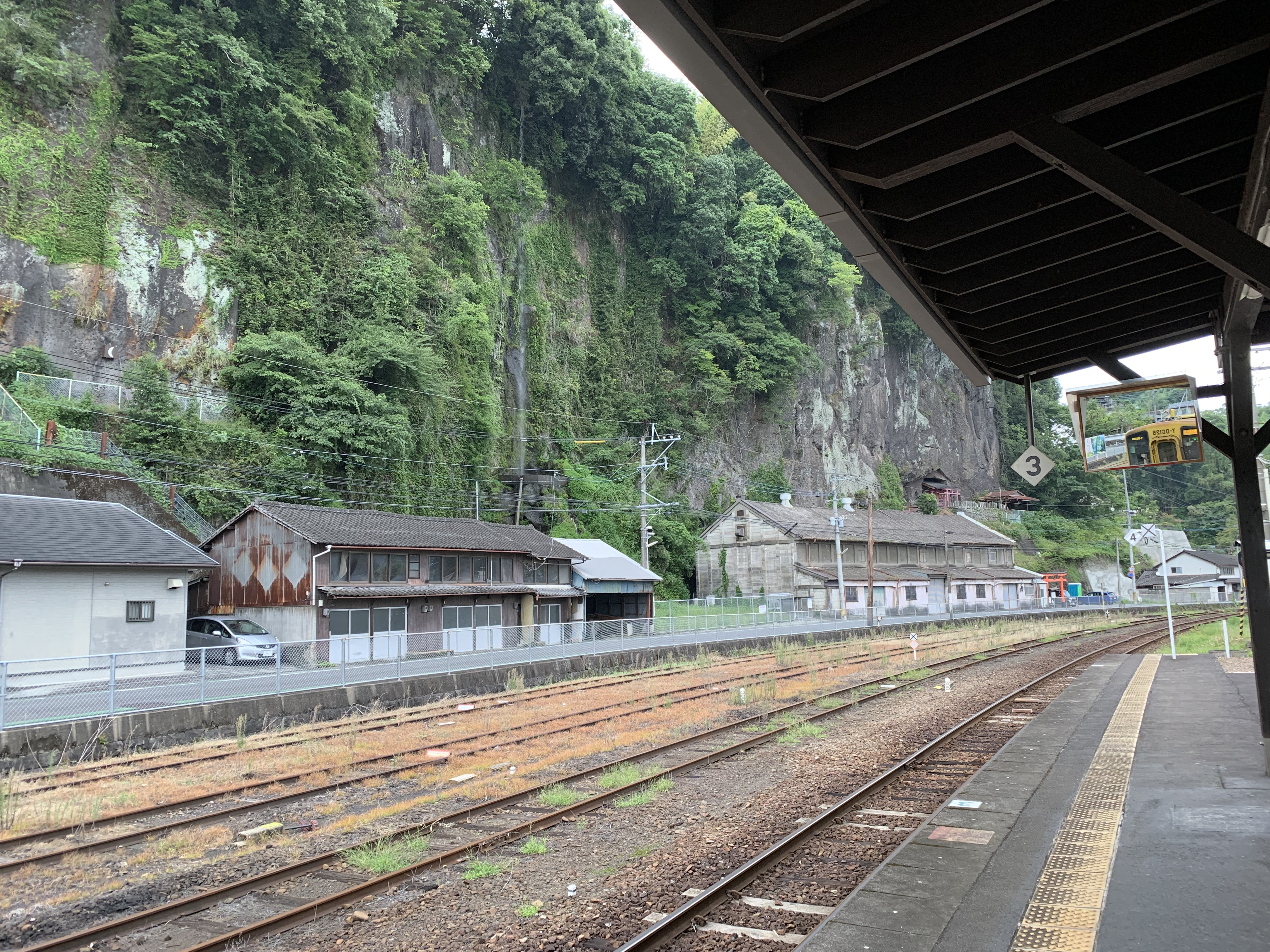
月台（2022年9月）

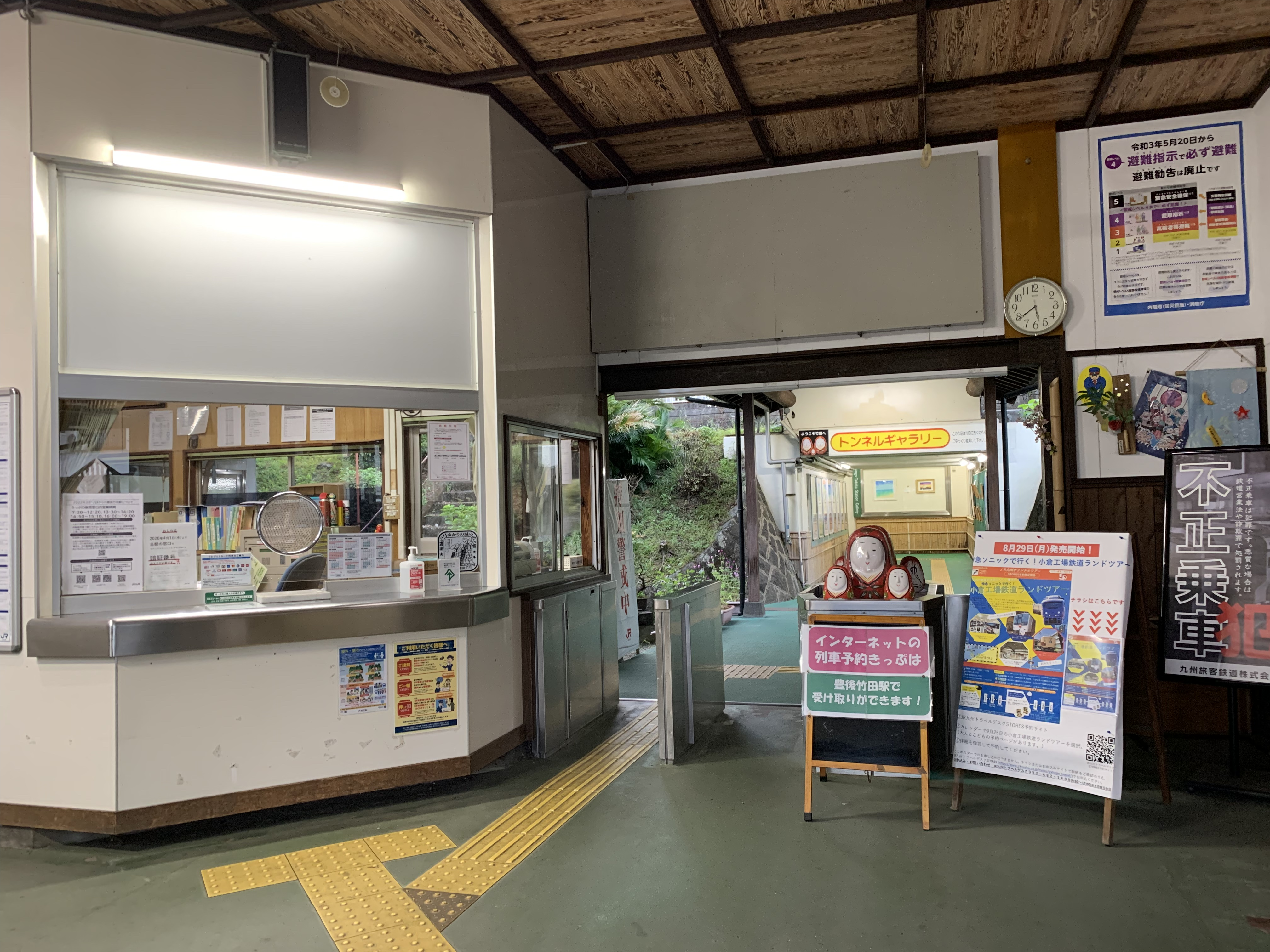
閘口（2022年9月）

豐後竹田站（日语：／ Bungo-Taketa eki */?）是位於大分縣竹田市大字會會，九州旅客鐵道（JR九州）的豐肥本線車站。
此站是竹田市代表車站，所有列車停靠此站。此站也是竹田市的玄關口。在普通列車中，際了日間大分出發前往阿蘇的班次外，其他班次均以此站為終點站，分離運行系統，乘客需要在此站轉乘普通列車前往大分方向和熊本方向。而大分方向的列車班次較多。熊本方向的列車中，每日下行只有7班，上行只有6班。此外，此站設有夜間停泊列車。

## 歷史
在車站啟用當初，豐後竹田站的名稱讀作。但是由於與竹田地名的讀法相異，因此在1969年10月1日改變讀法。曾經此站設有車站便當販賣。
- 1924年（大正13年）10月15日：犬飼線朝地至此站之間開通，豐後竹田站啟用[2]。
- 1928年（昭和3年）12月2日：犬飼線改名為豐肥本線[2]。
- 1951年（昭和26年）5月14日：在列車到發時，車站會播放由瀧廉太郎作曲的歌曲「荒城之月」[5][6]。
- 1969年（昭和44年）10月1日：車站名稱改變讀法為「ぶんごたけたえき」[4]。
- 1987年（昭和62年）4月1日：伴隨國鐵分割民營化，車站由九州旅客鐵道（JR九州）營運[7][8][9][2][10]。同時車站大樓改裝為武家屋敷風
- 1988年（昭和63年）7月19日：「荒城之月」的唱歌者改為竹田市少年少女合唱團[5][11]。
- 2012年（平成24年）3月14日 - 月台翻新[注 1]。
- 2017年（平成29年）
  - 9月17日：受到超強颱風泰利影響，阿蘇站至中判田站之間不能通行，車站暫停營業[13][14]。
  - 9月19日：阿蘇站至豐後竹田站之間安排代行的士運送[15][16]。
  - 9月22日：阿蘇站至三重町站之間重開（阿蘇站至豐後竹田站之間的代行的士於前日終止。）[17][18]。
- 2018年（平成30年）3月17日：實施時間表修正，大分站的尾班列車出發時間延遲，到達此站時間已經跨日。

## 車站構造
車站是一座地面車站，設有1面2線的島式月台。月台可容納10卡車廂（包括未使用部分），除了臨時列車和不載客列車外沒有列車使用。月台旁設有列車夜間停泊，也有車輛留置專用的側線。車站大樓與月台之間設有行人隧道。
車站大樓的設計訪照瀧廉太郎作曲的歌曲「荒城之月」中提及，岡城武家屋敷風。此站是直營車站，設有綠色窗口。大樓內設有候車室、竹田觀光資訊處和自動售票機。但是此站沒有自動閘機。
另外，車站大樓內展示了由瀧廉太郎作曲的歌曲集《四季》中「花」樂譜。
車站旁邊設有停車場，該處設有乘務員宿舍和通信機器室。車站後方設有「竹田保線區」。

### 月台
| 月台 | 路線      | 上下行 | 方向             |
| ---- | --------- | ------ | ---------------- |
| 1、2 | ■豐肥本線 | 上行   | 宮地、熊本方向   |
| 1、2 | ■豐肥本線 | 下行   | 三重町、大分方向 |

## 使用狀況
在2019年度，1日平均乘車人次為371人（比前年度少4人）。此站較多乘客是前往大分方向的高校生和專門學校學生。也有許多縣立竹田高等學校師生使用。
| 乘車人次變化 | 乘車人次變化 |
| 年度         | 1日平均人次  |
| ------------ | ------------ |
| 2000         | 528          |
| 2001         | 559          |
| 2002         | 540          |
| 2003         | 533          |
| 2004         | 495          |
| 2005         | 492          |
| 2006         | 467          |
| 2007         | 442          |
| 2008         | 415          |
| 2009         | 391          |
| 2010         | 411          |
| 2011         | 400          |
| 2012         | 399          |
| 2013         | 400          |
| 2014         | 364          |
| 2015         | 404          |
| 2016         | 375          |
| 2017         | 378          |
| 2018         | 375          |
| 2019         | 371          |

## 車站周邊
站前為竹田市中心，站前道路包括了國道502號。

### 公共設施
- 竹田市政廳
- 竹田市社會福祉中心
- 竹田直入教育會館
- 竹田市政廳下木分廳舍
- 竹田駅前郵局
- 竹田郵局（日语：竹田郵便局）
- 竹田警署竹田站前派出所
- 竹田消防署

### 教育
- 大分縣立竹田高等學校（日语：大分県立竹田高等学校）
- 竹田市立竹田小學（日语：竹田市立竹田小学校）
- 竹田市立竹田中學
- 竹田市立竹田保育所

### 醫療機構
- 加藤醫院
- 老人保健設施 岡之苑

### 道路
- 國道502號（日语：国道502号）
- 國道57號（日语：国道57号）
- 國道442號（日语：国道442号）
- 縣道8號竹田五瀨線（日语：大分県道・熊本県道・宮崎県道8号竹田五ヶ瀬線）

### 其他
- 竹田溫泉 花水月
- 竹田合同的士
- 大正公園
- 御宿 割烹一竹
- 西光寺（日语：西光寺 (竹田市)）
- 妙見寺
- 九州勞働金庫（日语：九州労働金庫）竹田支店
- 岡城址 - 荒城之月
- 廣瀨神社（日语：広瀬神社 (竹田市)）
- 長湯溫泉（日语：長湯温泉） - 著名的碳酸泉之一。轉乘巴士乘坐50分鐘。
- 奧溪文庫（日语：奥渓文庫）

## 巴士路線
站前設有豐後竹田站前巴士站。停靠的巴士路線只有大分巴士（大野竹田巴士）。另外，在竹田温泉 花水月（站前沿川向西步行200米）設有竹田溫泉 花水月巴士站。
大分巴士（大野竹田巴士）
- 豐後竹田站前
  - 玉来、竹田～久住～直入分所線
    - 竹田交通／經久住、長湯溫泉 前往直入分所 （平日大約每1小時1班，星期六與假日每2小時1班）

  - 竹田～高伏、雉平～直入分所線
    - 竹田交通／經雉平、高伏・長湯溫泉 前往直入分所 （每日只有數班）

  - 竹田～郷野～直入分所線
    - 竹田交通／經淺地、里野、長湯溫泉 前往直入分所 （平日3往返班次）

  - 玉来、竹田～久住～梅之木線
    - 前往梅之木／經竹田交通前往玉來　（平日、星期六2往返班次）

竹田市社區巴士
- 竹田站
  - 竹田交通～雉平線
    - 前往雉平／前往竹田交通　 （星期一、五2往返班次）

  - 玉来、竹田～高伏～直入分所線
    - 經高伏、長湯 前往直入分所　（平日4班、星期六3班、假日2班）
    - 前往竹田交通、玉來　（平日和星期六3班，假日2班）

九州產交巴士
- 竹田溫泉 花水月
  - 前往大分、熊本的特急巴士（日语：特急バス）山彥號（日语：やまびこ号 (特急バス)）

## 相鄰車站
九州旅客鐵道（JR九州）
■豐肥本線
- 特急「九州橫斷特急」停車站

玉來－豐後竹田－朝地

## 注腳

## 外部連結
- 豐後竹田（車站資訊） - 九州旅客鐵道（日語）